# Přibyslavice u Velké Bíteše
Přibyslavice (deutsch Pschibislawitz, auch Przibislawitz) ist eine Gemeinde in Tschechien. Sie liegt drei Kilometer südöstlich von Velká Bíteš und gehört zum Okres Brno-venkov.

## Geographie

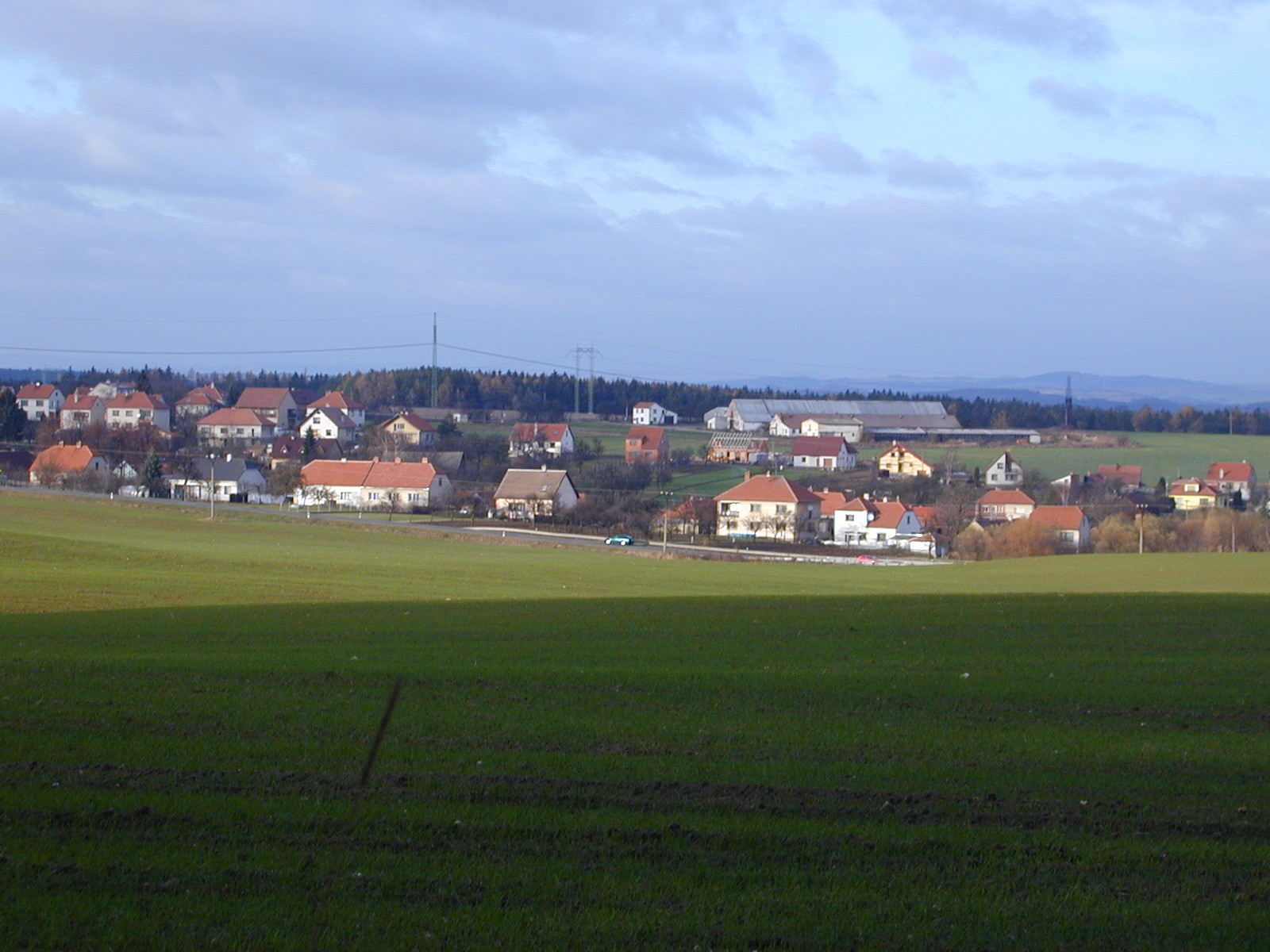
Ansicht von Přibyslavice aus südöstlicher Richtung von der D1

Přibyslavice befindet sich in der Bobravská vrchovina in der Quellmulde des Baches Přibyslavický potok. Das Dorf liegt am nordwestlichen Rande des Naturparks Údolí Bílého potoka. Nördlich erhebt sich die Bítešská horka (491 m). 700 m südlich von Přibyslavice führt die Autobahn D1/E 55/E 65 vorbei; die nächste Abfahrt 168 Devět křížů befindet sich bei Lesní Hluboké. Ebenfalls südöstlich liegt die Autobahnraststätte Devět křížů.
Nachbarorte sind Křoví, Rýglovský Mlýn und Pánov im Norden, Spálený Mlýn, Pavlovcův Mlýn und Svatoslav im Nordosten, Radoškov im Osten, Lesní Hluboké und Devět Křížů im Südosten, Zálesná Zhoř und Ludvíkov im Süden, Klečany und Košíkov im Südwesten, Otmarov und Janovice im Westen sowie Velká Bíteš im Nordwesten.

## Geschichte
Die erste schriftliche Erwähnung des Dorfes erfolgte im Jahre 1175.
Nach der Aufhebung der Patrimonialherrschaften bildete Přibyslavice/Przybislawitz ab 1850 mit dem Hof Otmarov eine Gemeinde in der Bezirkshauptmannschaft Velké Meziříčí. 1948 wurde das Dorf dem Okres Velká Bíteš zugeordnet. Otmarov verlor zu dieser Zeit den Status eines Ortsteiles. Nach dessen Auflösung wurde Přibyslavice mit Beginn des Jahres 1961 Teil des Okres Brno-venkov, zugleich erfolgte die Eingemeindung von Radoškov. 1972 wurde die Autobahn von Prag über Brünn nach Bratislava in Betrieb genommen.

## Gemeindegliederung
Die Gemeinde Přibyslavice besteht aus den Ortsteilen Přibyslavice (Pschibislawitz) und Radoškov (Radoschkow) sowie den Ansiedlungen Otmarov (Ottmarau) und Spálený Mlýn. Auf den Fluren von Přibyslavice liegt auch die Autobahnraststätte und -tankstelle Devět křížů.

## Sehenswürdigkeiten
- Kapelle in Přibyslavice
- Kapelle in Otmarov
- Naturpark Údolí Bílého potoka